# 06
06 (Nul šeść) (Нуль шість) — студійний альбом білоруського гурту «N.R.M.», виданий 2007 року. За словами Лявона Вольського, альбом було записано під враженнями від подій весни 2006 року в Білорусі. Саме це, а ще порядковий номер альбому стали підставами для назви 06.
На пісні Hadziučnik та Miensk i Minsk були зняті кліпи.

## Композиції
1. Nas da chalery
2. Stalinhrad
3. Hadziučnik
4. Miensk i Minsk
5. Toje, što jość pamiž nami
6. Palmy i biarozy
7. Padvodnaja łodka
8. Svabody hłytok
9. Kitaj
10. Himn biełaruskaha rok-n-rolščyka
11. Nikoli-nikoli
12. Tolki dla ciabie
13. Nie pytaj
14. Mama, tata, heta ja

## Склад
- Лявон Вольскі: спів, гітара, губна гармоніка
- Піт Павлав: гітара, вокал
- Юрась Левков: бас-гітара
- Олег Демидович: барабани